# Lenka Radová
Lenka Radová-Zemanováⓘ (Pilsen, 9 oktober 1979), is een Tsjechisch triatlete. Ze werd tweemaal Tsjechisch kampioene op de triatlon. Ze nam deel aan diverse grote internationale triatlonwedstrijden. Ook nam ze tweemaal deel aan de Olympische Spelen, maar behaalde hierbij geen medailles.

## Biografie
Radová deed een studie lichamelijke oefening aan de Charles universiteit. Sinds 1996 doet ze aan triatlon. Ze is aangesloten bij Olympo Elite Team Brno/EKOL Elite Triathlon Team. Naast triatlon blinkt ze uit op de aquatlon. Zo won ze in 2002 een bronzen medaille op het WK aquatlon. In datzelfde jaar won ze in het Hongaarse Tiszaujvaros haar eerste ITU wereldbekerwedstrijd. Een jaar eerder was ze nog vijfde bij deze wedstrijd.
In 2004 nam ze deel aan de triatlon op de Olympische Zomerspelen van Athene. Ze behaalde een 26e plaats in een tijd van 2:09.54,47. Vier jaar later nam ze deel aan de Olympische Spelen van Peking, maar moest voor de finish uitstappen.

## Titels
- Tsjechisch kampioene triatlon op de olympische afstand: 2002
- Tsjechisch kampioene triatlon op de sprintafstand: 2002

## Palmares

### aquatlon
- 2002:  WK in Cancún
- 2005:  WK in Gamagori

### triatlon
- 1999: 7e WK junioren in Montreal - 2:04.58
- 2001:  ITU regionale qualifier in Sevilla
- 2001: 5e ITU wereldbekerwedstrijd in Tiszaujvaros
- 2001: 11e WK olympische afstand in Edmonton - 2:01.24
- 2002:  WK voor universiteiten
- 2002:  ITU wereldbekerwedstrijd in Tiszaujvaros
- 2002:  ITU wereldbekerwedstrijd in Funchal
- 2002:  ITU wereldbekerwedstrijd in Tiszaujvaros
- 2002:  ITU wereldbekerwedstrijd in Zundert
- 2002: 5e EK olympische afstand in Győr - 1:59.54
- 2003: 4e ITU wereldbekerwedstrijd in Tongyeong
- 2004: 8e ITU wereldbekerwedstrijd in Nice
- 2004: 8e ITU wereldbekerwedstrijd in Hamburg
- 2004: 26e Olympische Spelen van Athene - 2:09.54,47
- 2004:  ITU wereldbekerwedstrijd in Tiszaujvaros
- 2004: 6e ITU wereldbekerwedstrijd in Tongyeong
- 2004: 7e ITU wereldbekerwedstrijd in Mazatlán
- 2004: 29e WK olympische afstand in Funchal - 1:57.42
- 2005: 6e EK olympische afstand in Lausanne - 2:10.28
- 2005: 35e WK olympische afstand in Gamagori - 2:05.55
- 2008: DNF Olympische Spelen van Peking

- International Standard Name Identifier: 0000 0004 0142 4745
- Nationale Bibliotheek van Tsjechië: xx0145358
- Virtual International Authority File: 226113580